# Баварские государственные собрания картин

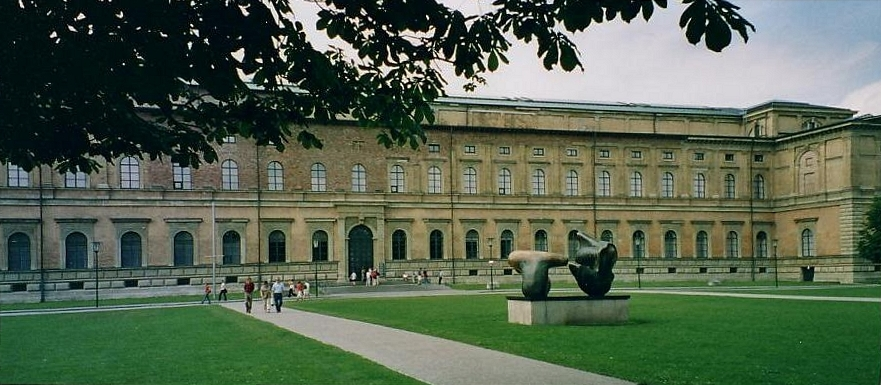
Старая пинакотека. Мюнхен

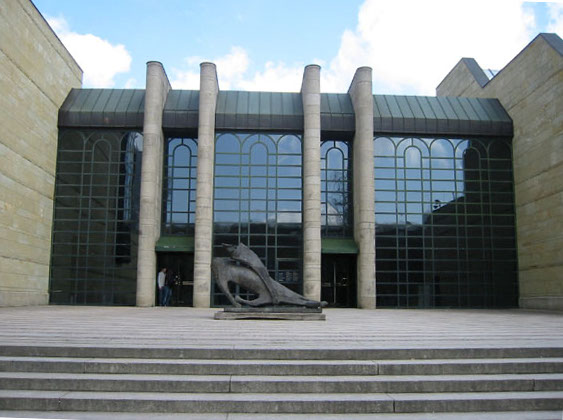
Новая пинакотека. Мюнхен

Баварские государственные собрания картин — объединение ряда коллекций немецкого и мирового искусства, находящихся в собственности Свободного государства Баварии и размещающихся преимущественно в Мюнхене.
В состав Баварских государственных собраний картин входят:
- Старая пинакотека (основана в 1836 г.; уникальная коллекция картин П. П. Рубенса, «Четыре апостола» А. Дюрера, «Коронование терновым венцом» Тициана);
- Новая пинакотека (немецкая скульптура и живопись XIX века);
- Коллекция современного искусства в Пинакотеке современности
- Галерея Шака (немецкое искусство позднего романтизма) и
- целый ряд филиалов по всей Баварии, как, например, старейшая картинная галерея Баварии — Государственная галерея старых немецких мастеров в Аугсбурге.

Фонды Баварских государственных собраний картин превышают 30 000 картин.